# 코믹챔프
《코믹챔프》(COMIC CHAMP)는 대원씨아이에서 간행하는 대한민국의 소년 만화 잡지로 단행본 레이블은 〈챔프 코믹스〉(CHAMP COMICS)이다.

## 창간
1991년 12월 5일 주간 만화 잡지 《소년챔프》로 창간했다. 제호부터 서울문화사의 주간 만화 잡지 《아이큐점프》(2018년 3월 만화사업부가 서울미디어코믹스로 분사됨에 따라 현재는 서울미디어코믹스에서 발행)와 경쟁할 것을 간접적으로 드러내었으며, 실제로도 소년만화지로서 같은 독자층을 노리고 진입했다.

## 변화
《소년챔프》는 《아이큐점프》 이후로 일본식 만화제작이 시작되며 대한민국의 만화 시장이 큰 변동을 일으켰고, 당시 주로 애니메이션의 제작과 수입을 하던 대원동화에서는 《소년챔프》를 통해 본격적으로 만화시장에 발을 들여놓는다.
《아이큐점프》의 후발주자이면서도 만화계와의 접점이 적어 기성만화가를 확보할 수 없었던 탓에, 공개 공모전 등을 통하여 신인 등용에 적극적인 자세를 보였다. 그 결과 만화동호회에서 활동하던 인물들이 공모전을 통해 곧바로 연재를 시작할 수 있게 되었고, 그에 따라 새로운 감수성을 가진 작가군이 대량 확보되어 《소년챔프》만의 색깔을 내며 상업적 성공가도에 올라섰다. 이후로도 계속 공모전을 통한 신인 만화가의 등용, 인기투표 등을 통한 철저한 작품 관리, 내용과 연출에 관한 편집부의 개입 등 일본의 잡지제작 시스템을 적극 수용하여 같은 방식의 《아이큐점프》와 함께 대한민국의 대표적인 주간 소년만화 잡지의 양대산맥으로 자리잡는다.
《소년챔프》는 한편으로는 검증된 인기 일본 만화 《슬램 덩크》를 수입 연재하여 잡지의 판매부수를 크게 늘릴 수 있었으며, 경쟁지 《아이큐점프》의 《드래곤볼》과 맞설 수 있었다.
그 밖에도, 일찍부터 독자 취향층을 연령별, 성향별로 세분화시켜온 일본 만화와 그 잡지 시스템의 유입으로 서울문화사와 대원씨아이는 독자세분화를 시작하게 되었고, 잇따라 《영챔프》, 《투엔티세븐》, 《월간챔프》(92년 8월 창간-95년 9월 폐간), 《Issue》,  《화이트》, 《팡팡》,  《주니어챔프》(98년 6월 창간-2002년 11~12월 합본호를 끝으로 폐간),    《슈퍼챔프》(여기서는 대원씨아이만 기술) 등의 창간으로 이어지며 1990년대의 중요 경향성인 장르성의 공고화에 기여하였다.
2002년 11월 《소년챔프》에서 《코믹챔프》로 제호를 변경하여 현재에 이른다.

## 간행 주기
2005년 마지막 호까지 주간으로 발행하였으나, 2006년 첫 호부터 매월 1일과 15일에 발간하기 시작했다.
대원씨아이의 잡지 총괄 담당 권낙환 부장은 격주 전환에 관하여, 만화시장이 단행본 중심으로 이동하며 잡지의 판매부수가 낮아져 잡지 자체가 주간 발행을 버티지 못하게 되었기 때문이라고 했다. 이로써 2005년 6월을 마지막으로 격주로 전환한 《아이큐점프》와 함께 1990년대를 풍미했던 두 주간 소년 만화잡지는 격주로 전환되었다. (《코믹챔프》는 《아이큐점프》의 격주전환 후 약 6개월간 대한민국의 마지막 주간 소년 만화 잡지였다.)